# Cidramus
Cidramus (łac. Diœcesis Cidramenus) – stolica historycznej diecezji w Cesarstwie Rzymskim (prowincja Karia), współcześnie w Turcji. Od 1933 katolickie biskupstwo tytularne, wakujące od 1970.

## Biskupi tytularni
| Lp. | Biskup                    | Od               | Do            |
| --- | ------------------------- | ---------------- | ------------- |
| 1   | Francisco Miranda Vicente | 21 lipca 1951    | 13 marca 1960 |
| 2   | Anastasio Granados García | 30 kwietnia 1960 | 31 marca 1970 |